# Siłownik hydrauliczny

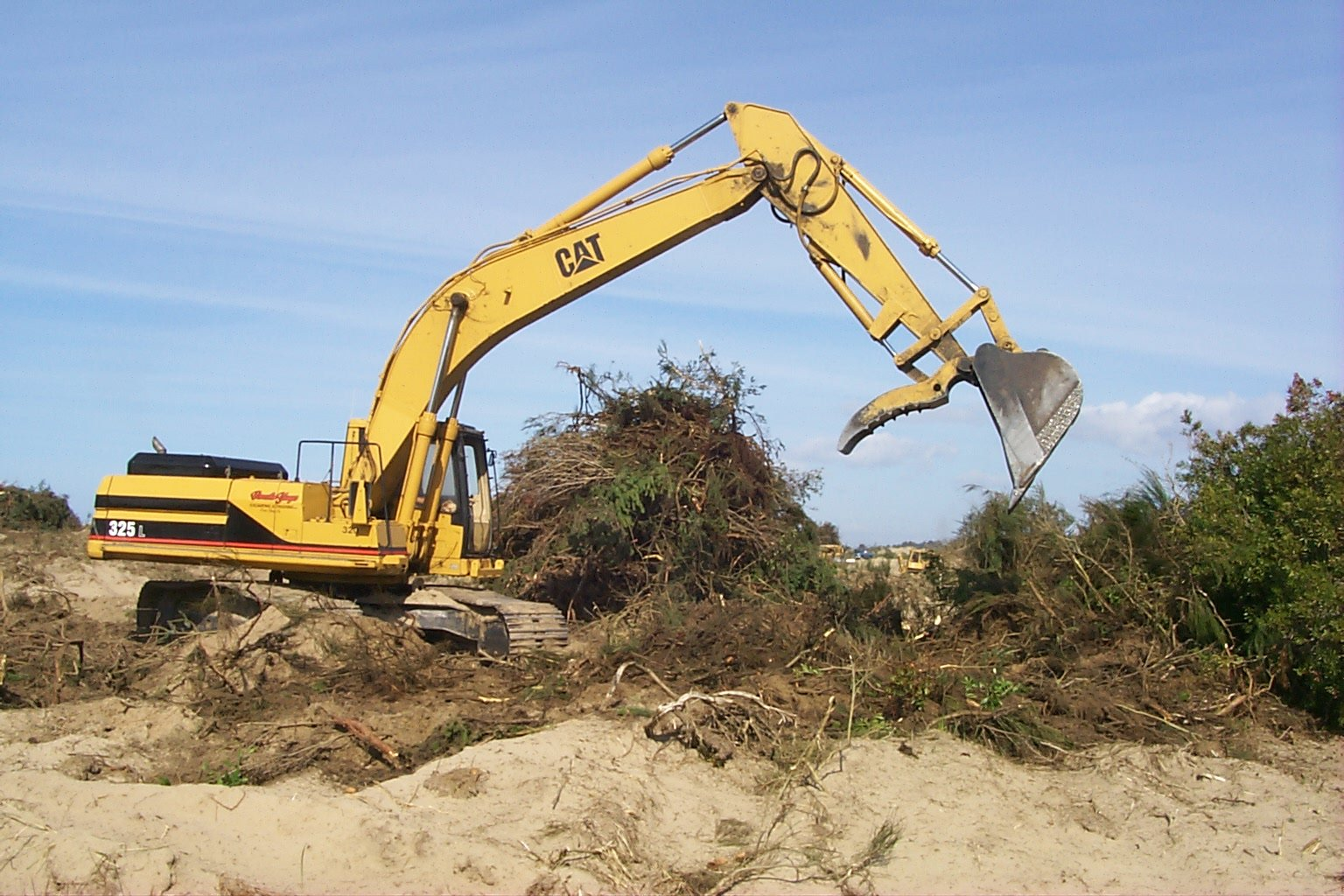
Koparka, której mechanizmy są napędzane siłownikami hydraulicznymi

Siłownik hydrauliczny – silnik hydrostatyczny o ruchu posuwistym.
Organem roboczym siłownika może być tłok, nurnik lub membrana, umieszczone w cylindrycznym korpusie. Do przestrzeni roboczej wtłaczana jest ciecz robocza, która przesuwa tłok lub nurnik albo odkształca membranę. Powoduje to ruch posuwisty tłoczyska.
Siłowniki hydrauliczne dzielą się na:
- jednostronnego działania – suw roboczy odbywa się tylko w jednym kierunku;
- dwustronnego działania – suwy robocze odbywają się w obu przeciwstawnych kierunkach.

Siłowniki hydrauliczne jednostronnego działania wymagają wymuszenia powrotu tłoka do pozycji wyjściowej oraz usunięcia z komory roboczej cieczy. Może to być zrealizowane za pomocą sprężyny ściskanej w czasie suwu roboczego, która (gdy siłownik zakończy suw roboczy) zapewnia powrót tłoka. Niekiedy ciężar tłoczyska, urządzenia roboczego lub zewnętrznego obciążenia wystarcza do wykonania tej pracy.
Zasięg suwu roboczego siłownika hydraulicznego jest limitowany długością tłoczyska. Ze względu na niebezpieczeństwo wyboczenia długość ta jest ograniczona. W celu zwiększenia zasięgu suwu roboczego stosuje się siłowniki teleskopowe.
W niektórych zastosowaniach konieczne jest łagodne zakończenie suwu roboczego. Wówczas w siłowniku instaluje się hamulec końca suwu, którym jest zazwyczaj zawór dławiący, uruchamiany przy końcu suwu siłownika.